# Cantó de Poissons
El cantó de Poissons és un cantó francès del departament de l'Alt Marne, situat al districte de Saint-Dizier. Té 19 municipis i el cap és Poissons.

## Municipis
- Aingoulaincourt
- Annonville
- Cirfontaines-en-Ornois
- Échenay
- Effincourt
- Épizon
- Germay
- Germisay
- Gillaumé
- Lezéville
- Montreuil-sur-Thonnance
- Noncourt-sur-le-Rongeant
- Pansey
- Paroy-sur-Saulx
- Pautaines-Augeville
- Poissons
- Sailly
- Saudron
- Thonnance-les-Moulins

## Història
| Data d'elecció                           | Identitat           | Partit           | Qualitat |
| ---------------------------------------- | ------------------- | ---------------- | -------- |
| 1945-1951                                | M. Lang             | Divers droite    |          |
| 1951-1958                                | M. Fontaine         | Divers droite    |          |
| 1958-1976                                | M. Saguier          | radical          |          |
| 1976-1988                                | Jean Fournier       | Divers droite    |          |
| 1988-1994                                | Simone Martin       | UDF              |          |
| 1994-                                    | Antoine Allemeersch | RPR, després UMP |          |
| les dades anteriors no són pas conegudes |                     |                  |          |
|                                          |                     |                  |          |

## Demografia
| A partir de 1990: Població sense dobles comptes |